# Trébons
Trébons [tʁebɔ̃s] est une commune française située dans le centre du département des Hautes-Pyrénées, en région Occitanie.
Sur le plan historique et culturel, la commune est dans la province du Haut-Adour, autrefois incluse dans l’ancien comté de Bigorre. Il s’agit d’une zone montagneuse constituée des prolongements occidentaux des massifs de Néouvielle et de l’Arbizon. Exposée à un climat de montagne, elle est drainée par l'Adour, l'Oussouet, la Douloustre, l'Anou et par divers autres petits cours d'eau. La commune possède un patrimoine naturel remarquable : un site Natura 2000 (la « vallée de l'Adour »), un espace protégé (l'« Adour et affluents ») et six zones naturelles d'intérêt écologique, faunistique et floristique.
Trébons est une commune rurale qui compte 757 habitants en 2022. Elle est dans l'agglomération de Bagnères-de-Bigorre et fait partie de l'aire d'attraction de Tarbes..
Ses habitants sont appelés les Trébonnais.

## Géographie

### Localisation
La commune de Trébons se trouve dans le département des Hautes-Pyrénées, en région Occitanie.
Elle se situe à 15 km à vol d'oiseau de Tarbes, préfecture du département, et à 5 km de Bagnères-de-Bigorre, sous-préfecture.
Les communes les plus proches sont : 
Ordizan (1,0 km), Antist (1,8 km), Pouzac (2,1 km), Montgaillard (2,8 km), Hauban (3,5 km), Hiis (4,1 km), Astugue (4,2 km), Mérilheu (4,5 km).
Sur le plan historique et culturel, Trébons fait partie de la province historique du Haut-Adour, autrefois incluse dans l’ancien comté de Bigorre. Il s’agit d’une zone montagneuse constituée des prolongements occidentaux des massifs de Néouvielle et de l’Arbizon,.
|         | Montgaillard |         |
| Astugue | Trébons      | Ordizan |
|         | Labassère    | Pouzac  |

### Hydrographie
La commune est dans le bassin de l'Adour, au sein du bassin hydrographique Adour-Garonne. Elle est drainée par l'Adour, l'Oussouet, la Douloustre, l'Anou, un bras Canalisé Adour, un bras de l'Anou et par divers petits cours d'eau, constituant un réseau hydrographique de 18 km de longueur totale,.
L'Adour, d'une longueur totale de 308,8 km, se forme dans la vallée de Campan en Haute-Bigorre de la réunion de trois torrents : l'Adour de Payolle, l'Adour de Gripp et l'Adour de Lesponne et s'écoule vers le nord. Il traverse la commune et se jette dans le golfe de Gascogne à Anglet, après avoir traversé 118 communes.
L'Oussouet, d'une longueur totale de 15,7 km, prend sa source dans la commune de Bagnères-de-Bigorre et s'écoule vers le nord. Il traverse la commune et se jette dans l'Adour à Montgaillard, après avoir traversé 7 communes.

### Climat
Le climat est tempéré de type océanique, en raison de l'influence proche de l'océan Atlantique situé à peu près 150 km plus à l'ouest. La proximité des Pyrénées fait que la commune profite d'un effet de foehn, il peut aussi y neiger en hiver, même si cela reste inhabituel.
| Mois                              | jan.  | fév.  | mars  | avril | mai   | juin  | jui.  | août  | sep.  | oct.  | nov.  | déc.  | année   |
| --------------------------------- | ----- | ----- | ----- | ----- | ----- | ----- | ----- | ----- | ----- | ----- | ----- | ----- | ------- |
| Température minimale moyenne (°C) | 0,6   | 1,3   | 2,7   | 5,2   | 8,3   | 11,6  | 14,1  | 13,9  | 11,7  | 8     | 3,6   | 1,3   | 6,9     |
| Température moyenne (°C)          | 5,3   | 6,1   | 7,8   | 10    | 13,3  | 16,7  | 19,3  | 19    | 17,2  | 13,3  | 8,5   | 5,8   | 11,9    |
| Température maximale moyenne (°C) | 9,9   | 11    | 12,9  | 14,8  | 18,3  | 21,7  | 24,5  | 24    | 22,6  | 18,6  | 13,4  | 10,4  | 16,8    |
| Ensoleillement (h)                | 108,8 | 118,8 | 155,6 | 157,2 | 181,3 | 191,5 | 215,5 | 196,4 | 194,5 | 164,4 | 124,4 | 104,4 | 1 912,8 |
| Précipitations (mm)               | 112,8 | 97,5  | 100,2 | 105,7 | 113,6 | 80,7  | 57,3  | 70,3  | 71    | 85,2  | 93    | 112,1 | 1 099,4 |

### Milieux naturels et biodiversité

#### Espaces protégés
La protection réglementaire est le mode d’intervention le plus fort pour préserver des espaces naturels remarquables et leur biodiversité associée,.
Un  espace protégé est présent sur la commune : 
l'« Adour et affluents », objet d'un arrêté de protection de biotope, d'une superficie de 215,8 ha.

#### Réseau Natura 2000

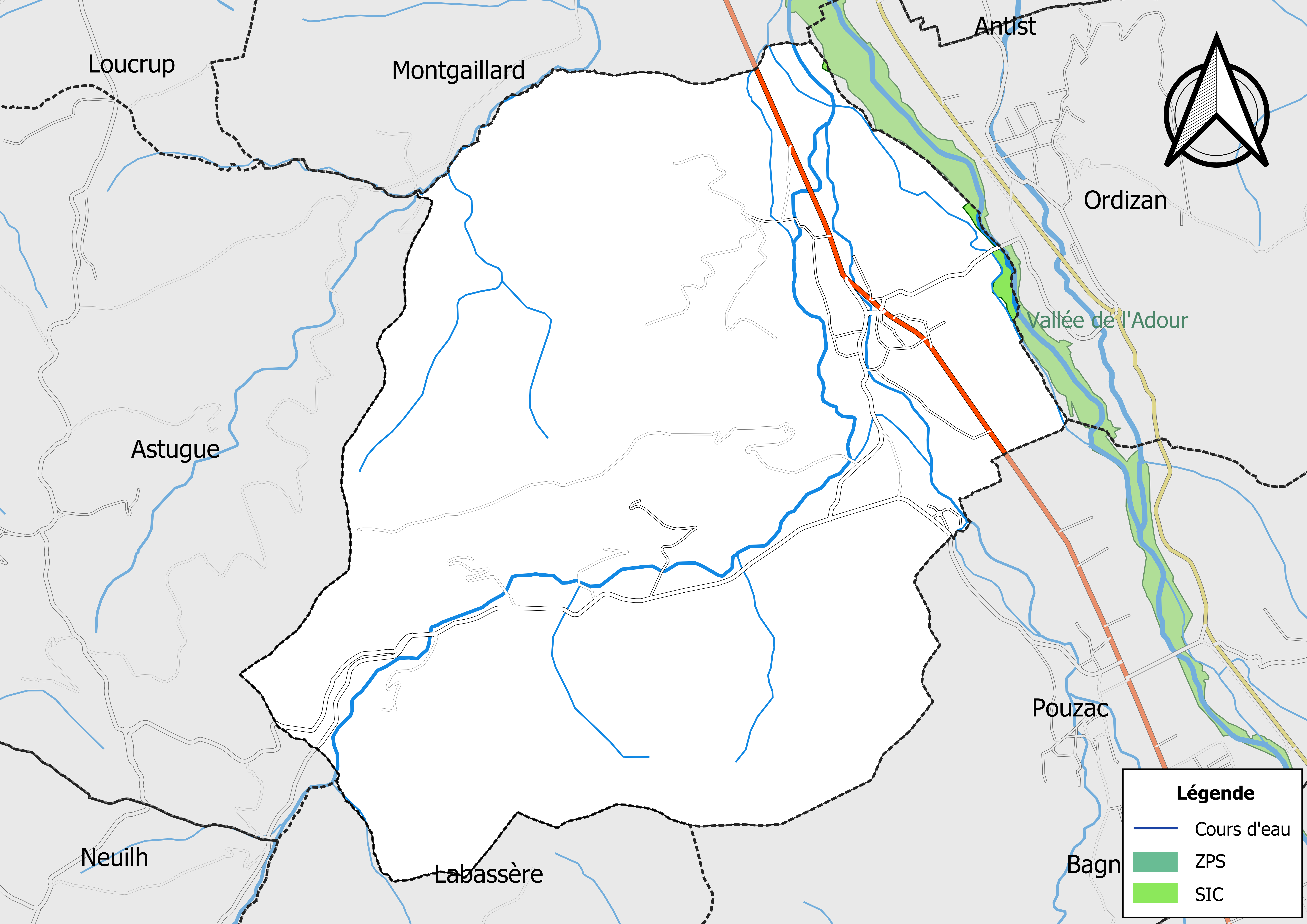
Site Natura 2000 sur le territoire communal.

Le réseau Natura 2000 est un réseau écologique européen de sites naturels d'intérêt écologique élaboré à partir des directives habitats et oiseaux, constitué de zones spéciales de conservation (ZSC) et de zones de protection spéciale (ZPS).
Un site Natura 2000 a été défini sur la commune au titre de la directive habitats : la « vallée de l'Adour », d'une superficie de 2 694 ha, un espace où les habitats terrestres et aquatiques abritent une flore et une faune remarquable et diversifiée, avec la présence de la Loutre et de la Cistude d'Europe.

#### Zones naturelles d'intérêt écologique, faunistique et floristique
L’inventaire des zones naturelles d'intérêt écologique, faunistique et floristique (ZNIEFF) a pour objectif de réaliser une couverture des zones les plus intéressantes sur le plan écologique, essentiellement dans la perspective d’améliorer la connaissance du patrimoine naturel national et de fournir aux différents décideurs un outil d’aide à la prise en compte de l’environnement dans l’aménagement du territoire.
Trois ZNIEFF de type 1 sont recensées sur la commune :
- « l'Adour, de Bagnères à Barcelonne-du-Gers » (2 786 ha), couvrant 59 communes dont 18 dans le Gers, une dans les Landes et 40 dans les Hautes-Pyrénées[19] ;
- le « réseau hydrographique de l'Oussouet et de la Gailleste » (111 ha), couvrant 8 communes du département[20],
- le « réseau hydrographique des Angles et du Bénaquès » (260 ha), couvrant 35 communes du département[21] ;

et trois ZNIEFF de type 2, : 
- l'« Adour et milieux annexes » (3 634 ha), couvrant 60 communes dont 18 dans le Gers, une dans les Landes et 41 dans les Hautes-Pyrénées[22] ;
- les « coteaux et vallons des Angles et du Bénaquès » (12 879 ha), couvrant 45 communes du département[23] ;
- le « massif du Monné, vallée de l'Oussouet » (6 955 ha), couvrant 11 communes du département[24].

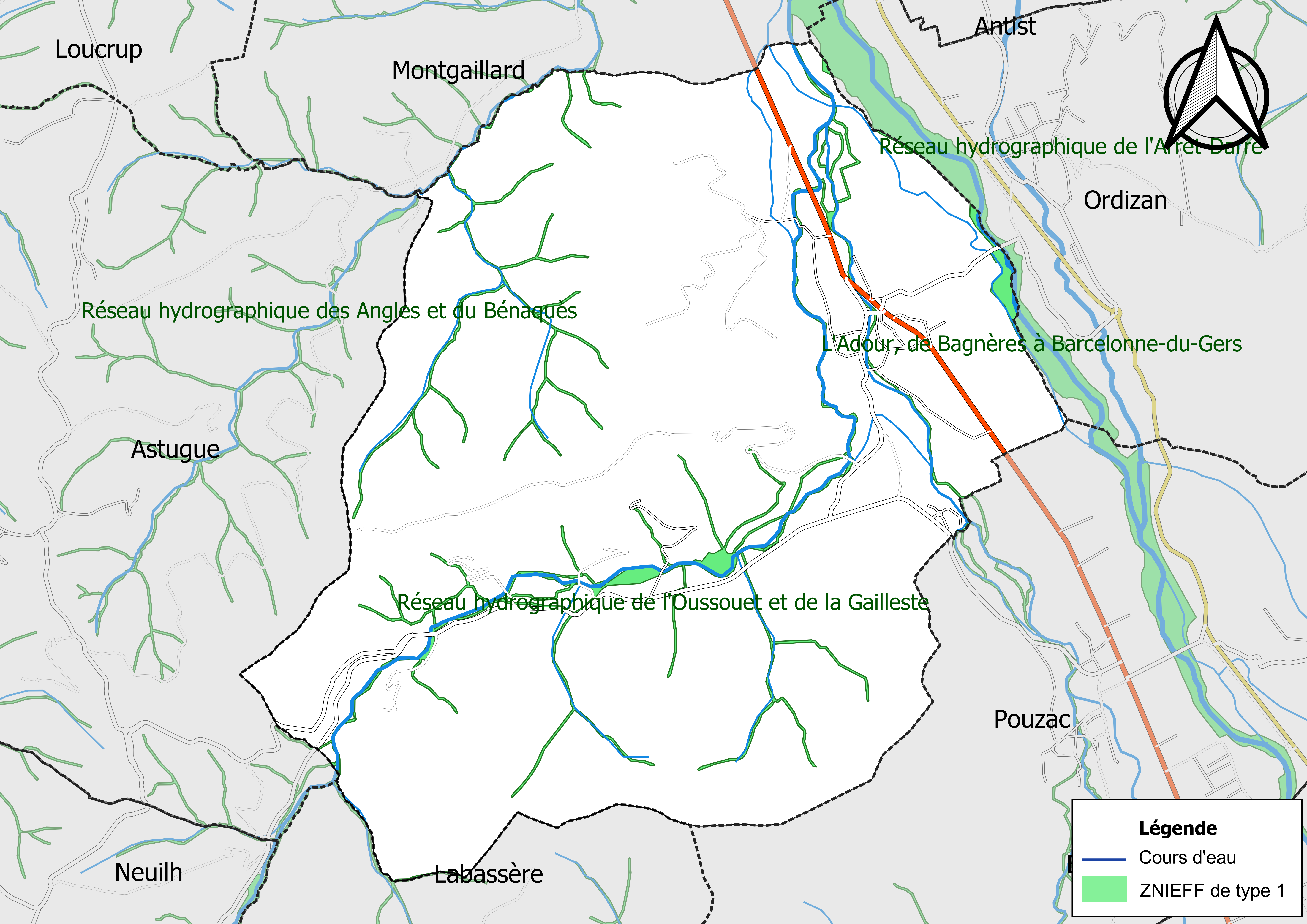
Carte des ZNIEFF de type 1 sur la commune.
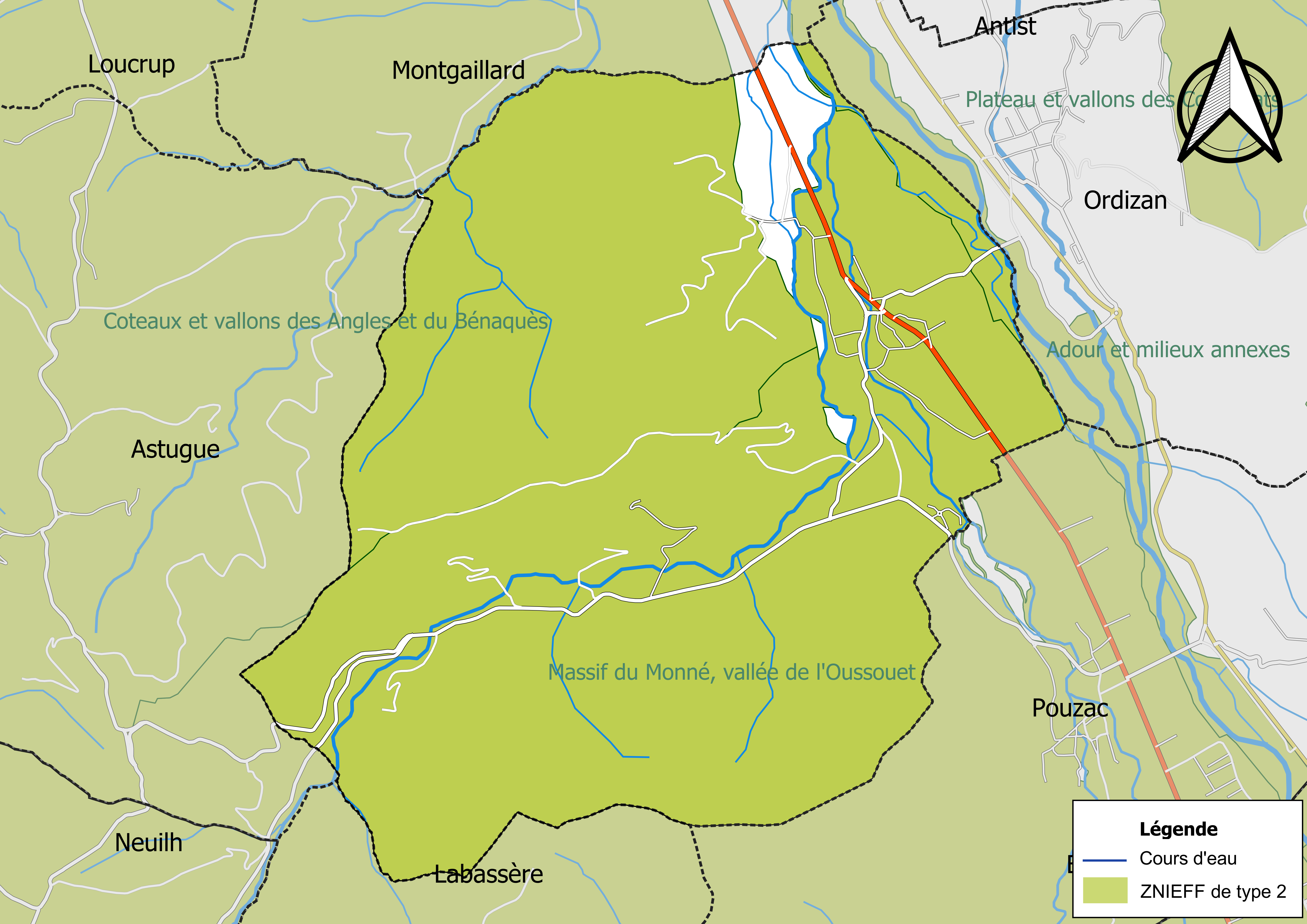
Carte des ZNIEFF de type 2 sur la commune.

## Urbanisme

### Typologie
Au 1er janvier 2024, Trébons est catégorisée commune rurale à habitat dispersé, selon la nouvelle grille communale de densité à sept niveaux définie par l'Insee en 2022.
Elle appartient à l'unité urbaine de Bagnères-de-Bigorre, une agglomération intra-départementale regroupant dix  communes, dont elle est une commune de la banlieue,,. Par ailleurs la commune fait partie de l'aire d'attraction de Tarbes, dont elle est une commune de la couronne,. Cette aire, qui regroupe 153 communes, est catégorisée dans les aires de 50 000 à moins de 200 000 habitants,.

### Occupation des sols
L'occupation des sols de la commune, telle qu'elle ressort de la base de données européenne d’occupation biophysique des sols Corine Land Cover (CLC), est marquée par l'importance des forêts et milieux semi-naturels (49,7 % en 2018), une proportion identique à celle de 1990 (49,7 %). La répartition détaillée en 2018 est la suivante : 
forêts (48,5 %), zones agricoles hétérogènes (27 %), prairies (17,5 %), zones urbanisées (5,8 %), milieux à végétation arbustive et/ou herbacée (1,2 %).
L'IGN met par ailleurs à disposition un outil en ligne permettant de comparer l’évolution dans le temps de l’occupation des sols de la commune (ou de territoires à des échelles différentes). Plusieurs époques sont accessibles sous forme de cartes ou photos aériennes : la carte de Cassini (XVIIIe siècle), la carte d'état-major (1820-1866) et la période actuelle (1950 à aujourd'hui).

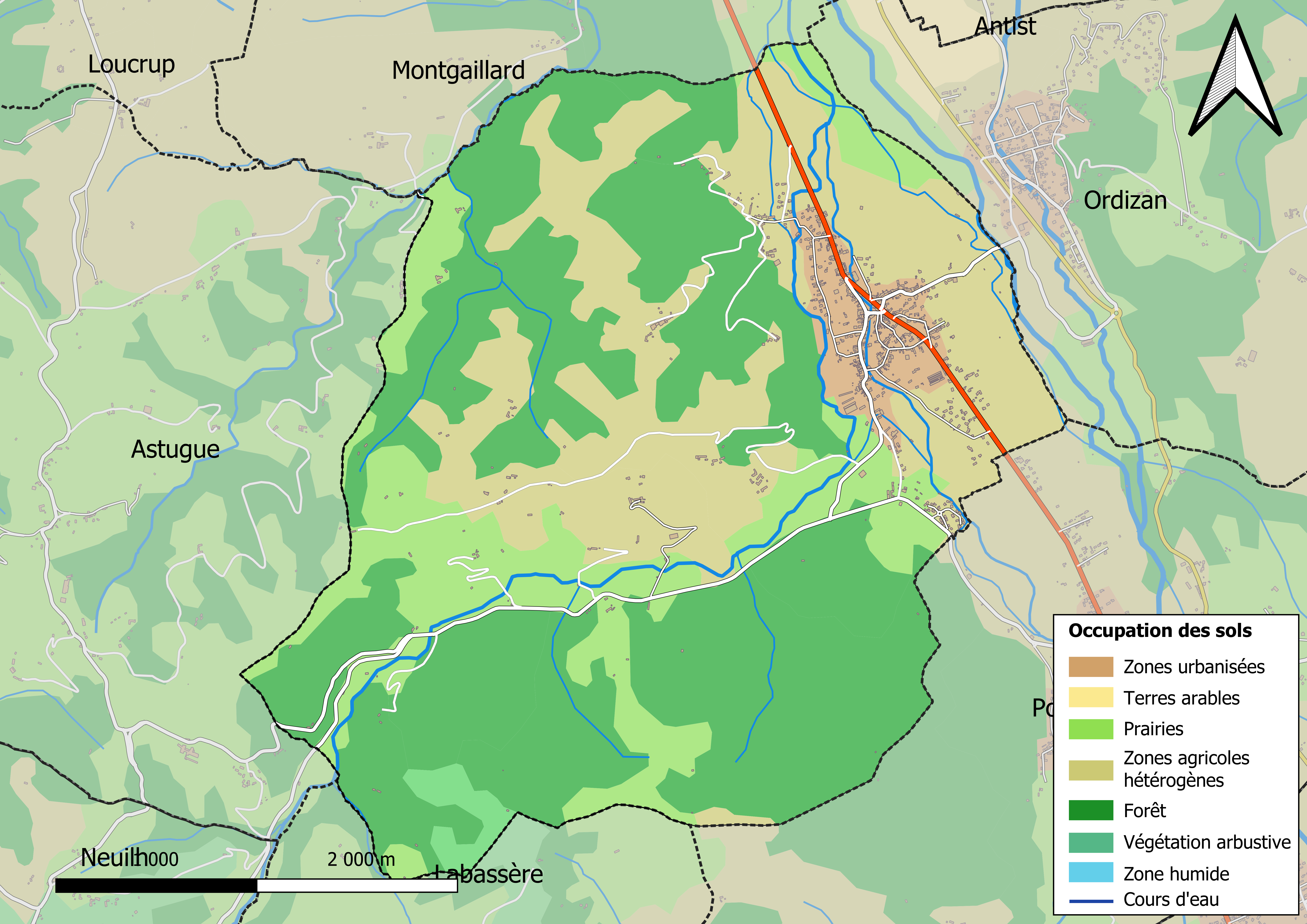
Carte des infrastructures et de l'occupation des sols en 2018 (CLC) de la commune.
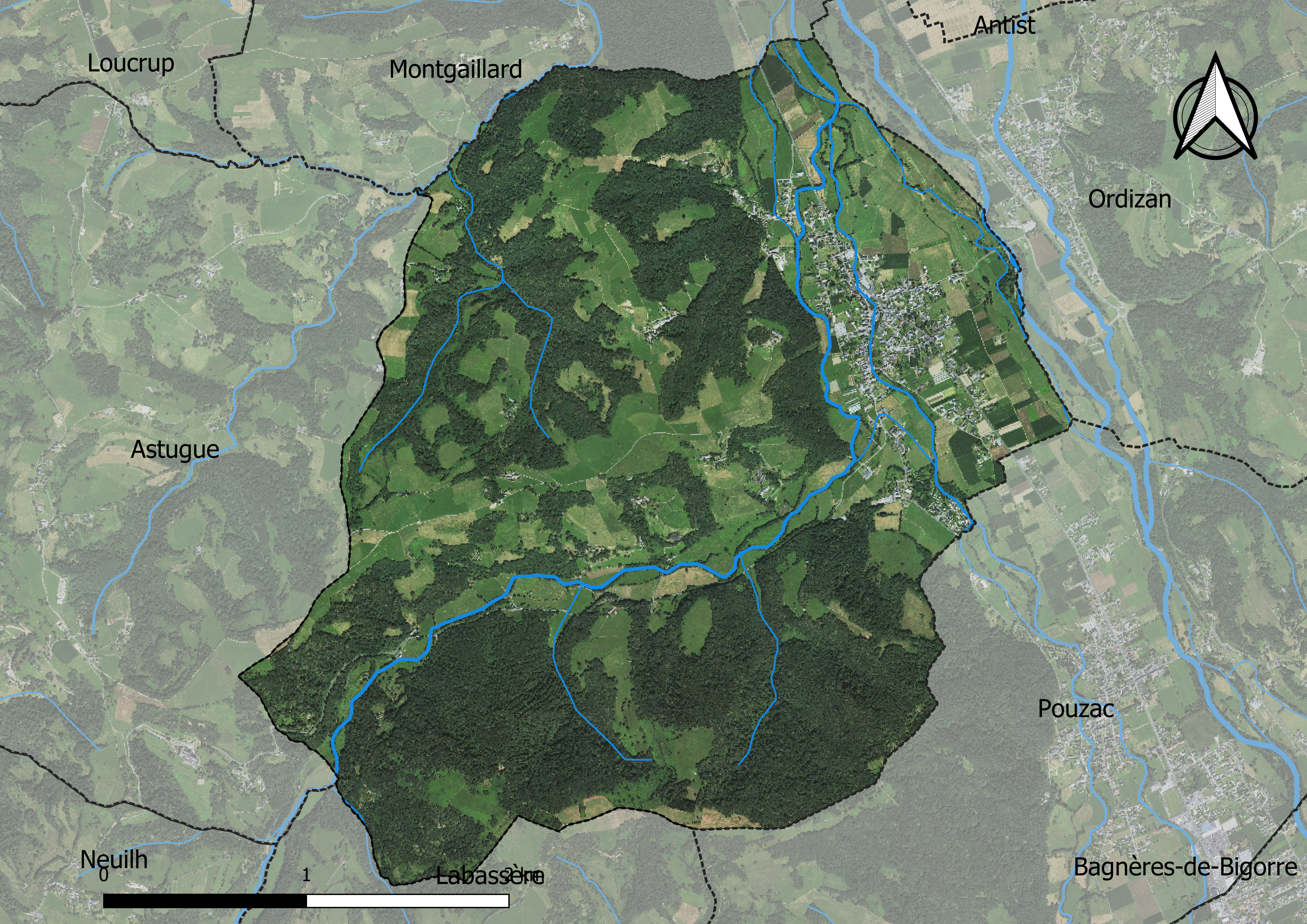
Carte orthophotogrammétrique de la commune.

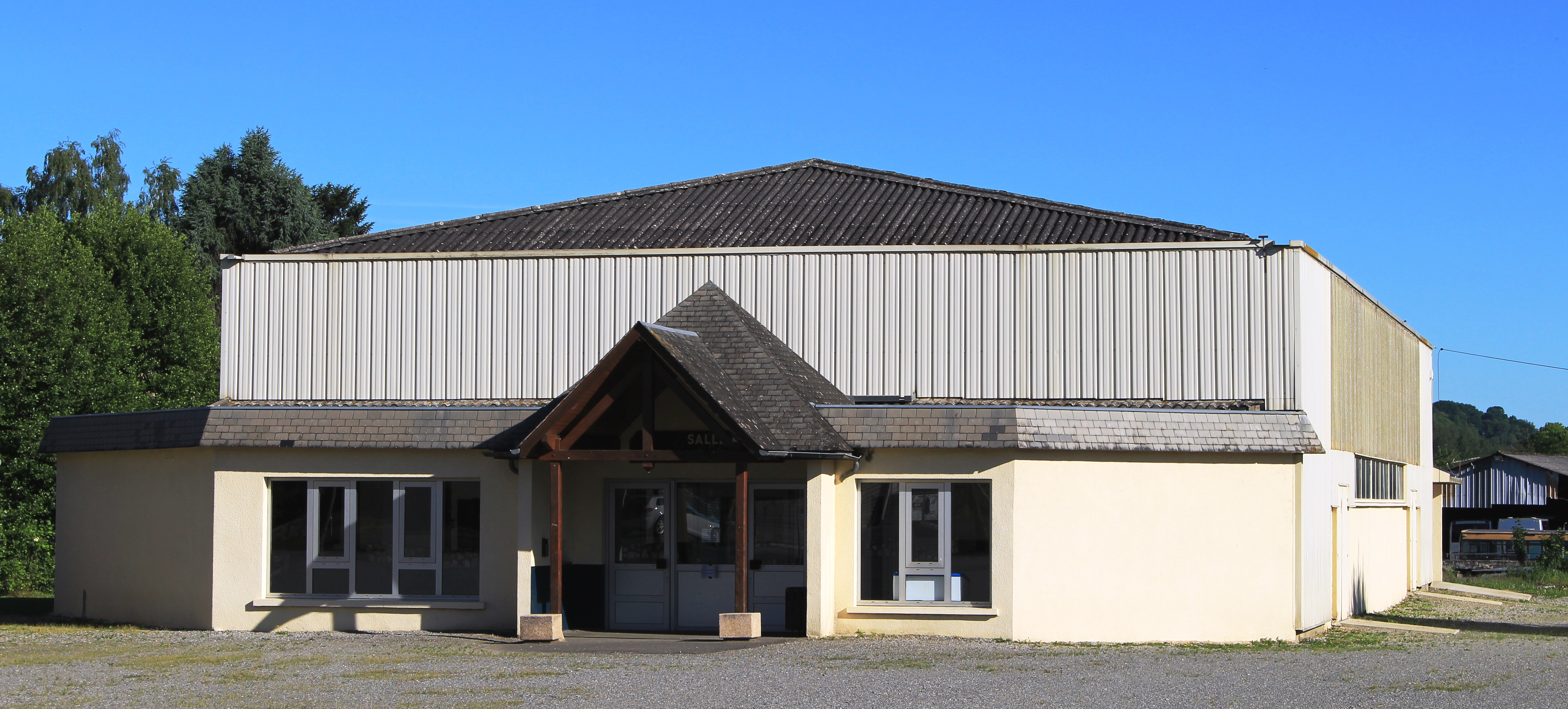
Le foyer rural en 2020.

### Logement
En 2012, le nombre total de logements dans la commune est de 387.

Parmi ces logements, 79,4 % sont des résidences principales, 11,0 % des résidences secondaires et 9,6 % des logements vacants.

### Voies de communication et transports
Cette commune est desservie par la route départementale D 935 et par la route départementale D 26.

### Risques majeurs
Le territoire de la commune de Trébons est vulnérable à différents aléas naturels : météorologiques (tempête, orage, neige, grand froid, canicule ou sécheresse), inondations, feux de forêts, mouvements de terrains et séisme (sismicité moyenne). Il est également exposé à un risque technologique,  le transport de matières dangereuses. Un site publié par le BRGM permet d'évaluer simplement et rapidement les risques d'un bien localisé soit par son adresse soit par le numéro de sa parcelle.

#### Risques naturels
Certaines parties du territoire communal sont susceptibles d’être affectées par le risque d’inondation par débordement de cours d'eau, notamment l'Adour et l'Oussouet. La cartographie des zones inondables en ex-Midi-Pyrénées réalisée dans le cadre du XIe Contrat de plan État-région, visant à informer les citoyens et les décideurs sur le risque d’inondation, est accessible sur le site de la DREAL Occitanie. La commune a été reconnue en état de catastrophe naturelle au titre des dommages causés par les inondations et coulées de boue survenues en 1982, 1999, 2009 et 2014,.
Trébons est exposée au risque de feu de forêt. Un plan départemental de protection des forêts contre les incendies a été approuvé par arrêté préfectoral le 21 avril 2020 pour la période 2020-2029. Le précédent couvrait la période 2007-2017. L’emploi du feu est régi par deux types de réglementations. D’abord le code forestier et l’arrêté préfectoral du 27 octobre 2014, qui réglementent l’emploi du feu à moins de 200 m des espaces naturels combustibles sur l’ensemble du département. Ensuite celle établie dans le cadre de la lutte contre la pollution de l’air, qui interdit le brûlage des déchets verts des particuliers. L’écobuage est quant à lui réglementé dans le cadre de commissions locales d’écobuage (CLE)

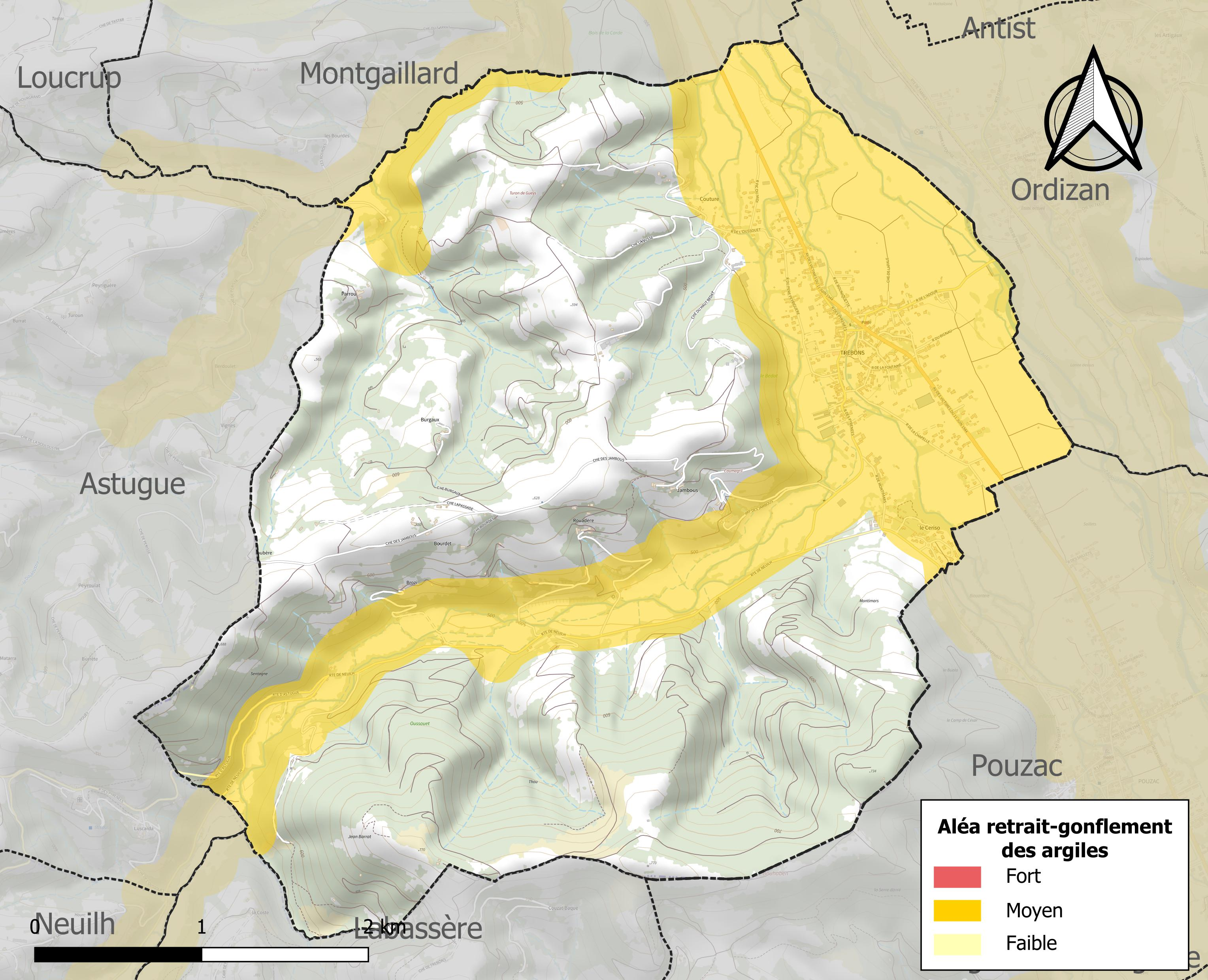
Carte des zones d'aléa retrait-gonflement des sols argileux de Trébons.

Les mouvements de terrains susceptibles de se produire sur la commune sont des tassements différentiels.
Le retrait-gonflement des sols argileux est susceptible d'engendrer des dommages importants aux bâtiments en cas d’alternance de périodes de sécheresse et de pluie. 33,8 % de la superficie communale est en aléa moyen ou fort (44,5 % au niveau départemental et 48,5 % au niveau national). Sur les 365 bâtiments dénombrés sur la commune en 2019, 330 sont en aléa moyen ou fort, soit 90 %, à comparer aux 75 % au niveau départemental et 54 % au niveau national. Une cartographie de l'exposition du territoire national au retrait gonflement des sols argileux est disponible sur le site du BRGM,.
Par ailleurs, afin de mieux appréhender le risque d’affaissement de terrain, l'inventaire national des cavités souterraines permet de localiser celles situées sur la commune.
Concernant les mouvements de terrains, la commune a été reconnue en état de catastrophe naturelle au titre des dommages causés par des mouvements de terrain en 1999.

#### Risque technologique
Le risque de transport de matières dangereuses sur la commune est lié à sa traversée par une canalisation de transport d'hydrocarbures. Un accident se produisant sur une telle infrastructure est susceptible d’avoir des effets graves sur les biens, les personnes ou l'environnement, selon la nature du matériau transporté. Des dispositions d’urbanisme peuvent être préconisées en conséquence.

## Toponymie

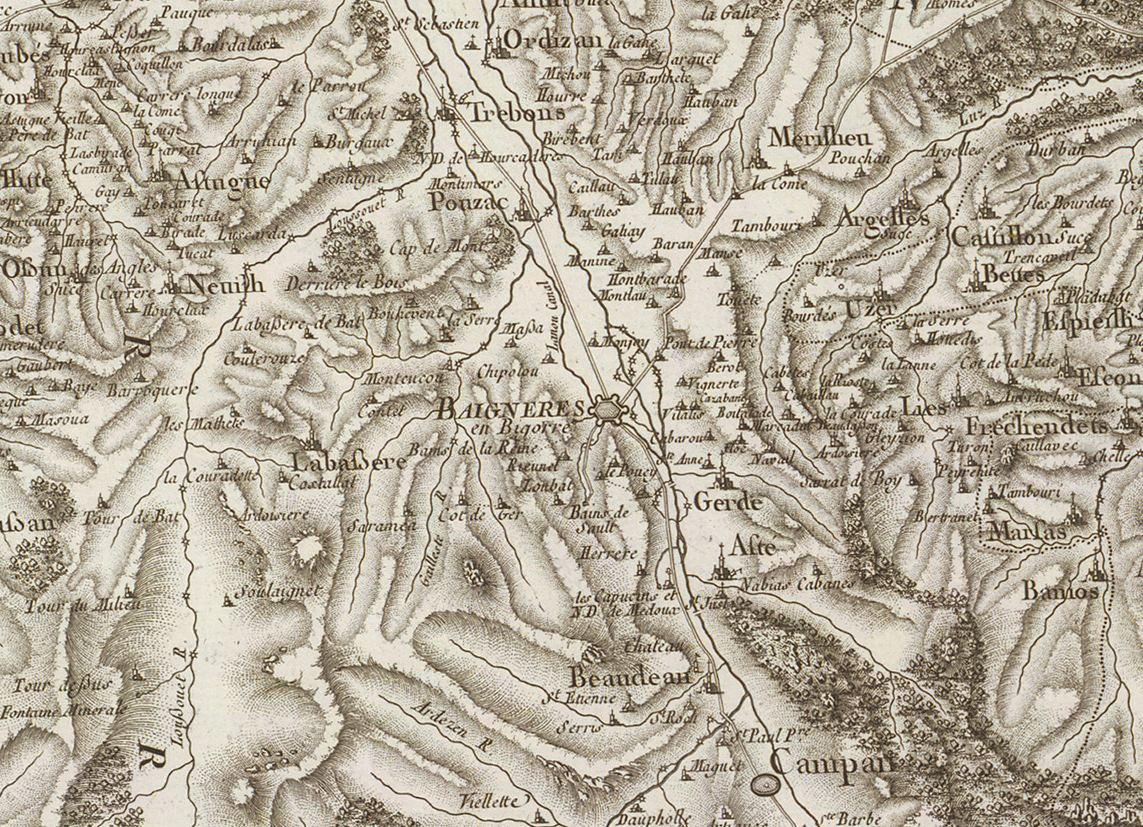
Extrait de la carte de Cassini (entre 1756 et 1789) situant Trébons au nord de Bagnères-de-Bigorre.

On trouvera les principales informations dans le Dictionnaire toponymique des communes des Hautes-Pyrénées de Michel Grosclaude et Jean-François Le Nail qui rapporte les dénominations historiques du village :
Dénominations historiques :
- De Trebons, De Trebonz (XIIe siècle, cartulaire de Bigorre) ;
- Trebons (v. 1200-1230, ibid. ; 1384, livre vert de Bénac) ;
- Trebonz (1285, montre Bigorre) ;
- de Treboncio, latin (1300, enquête Bigorre) ;
- De Trebontio, latin (1313, Debita regi Navarre) ;
- De Tribunsio, latin (1342, pouillé de Tarbes) ;
- Trebons  (1429, censier de Bigorre) ;
- Trebons (fin XVIIIe siècle, carte de Cassini).

Nom occitan : Trebons.

## Histoire

### Cadastre napoléonien de Trébons
Le plan cadastral napoléonien de Trébons est consultable sur le site des archives départementales des Hautes-Pyrénées.

## Politique et administration

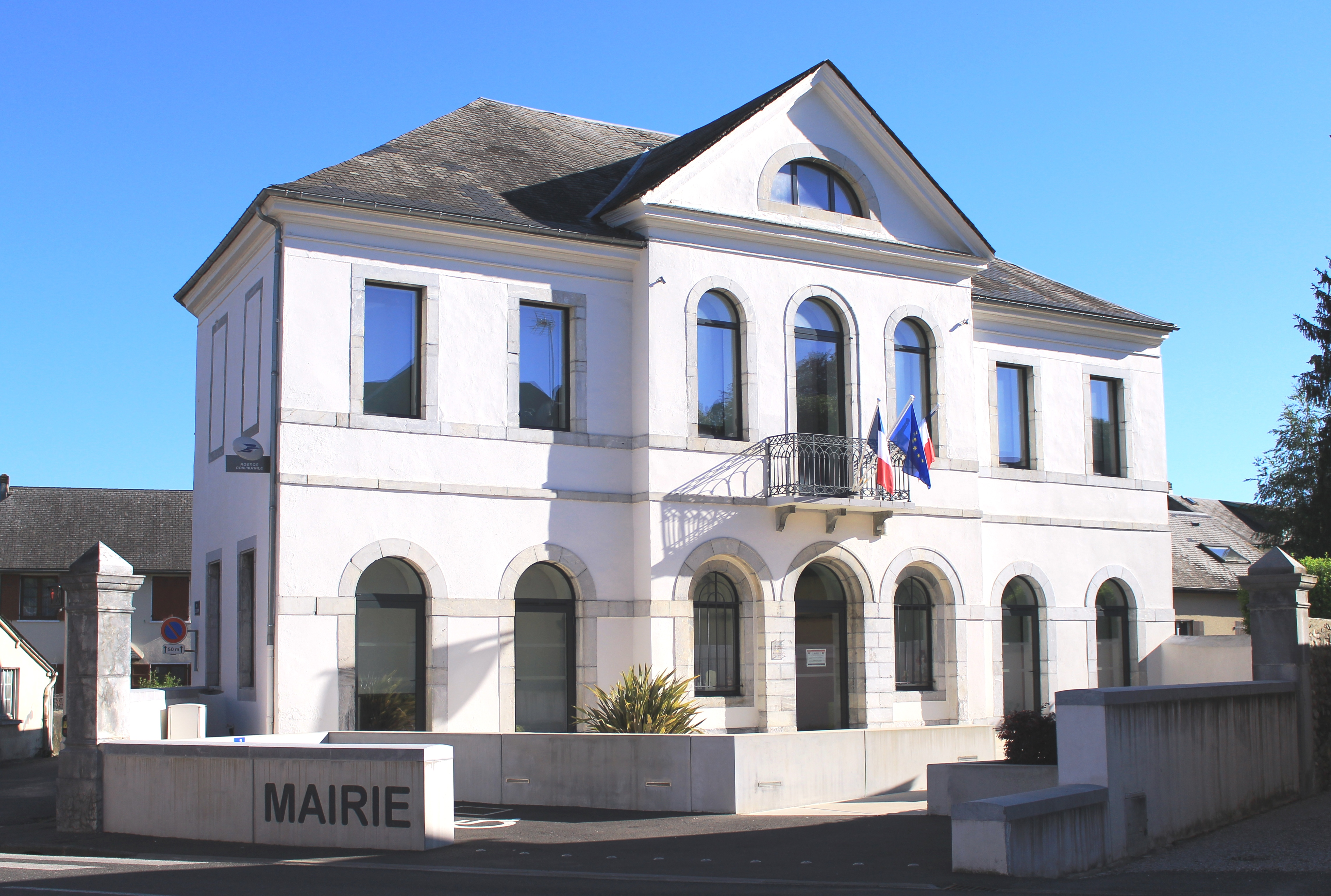
La mairie en 2020.

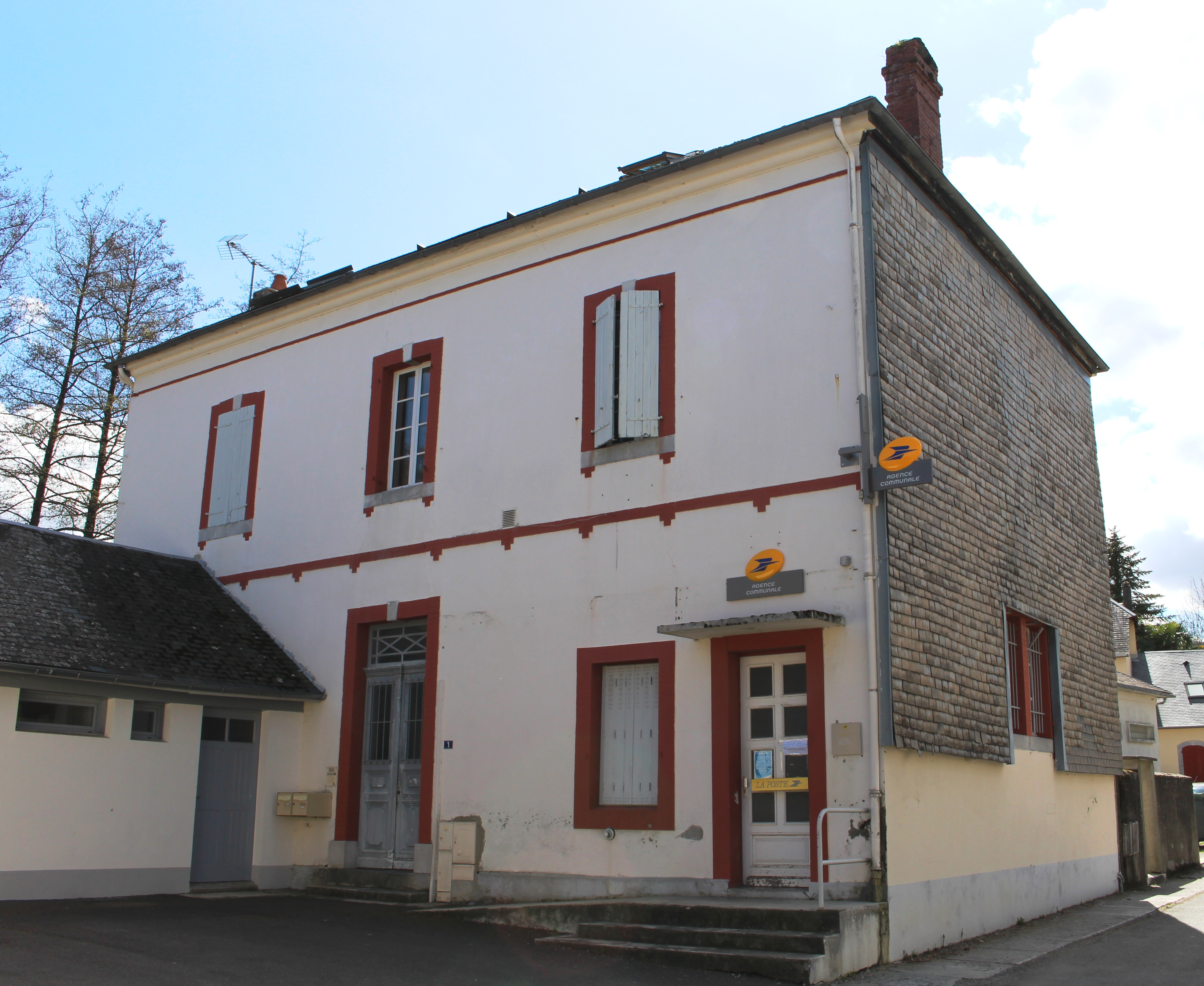
La Poste en 2017.

### Liste des maires
| Période                                  | Période                   | Identité        | Étiquette | Qualité   |
| ---------------------------------------- | ------------------------- | --------------- | --------- | --------- |
| Les données manquantes sont à compléter. |                           |                 |           |           |
|                                          |                           |                 |           |           |
| 1965                                     | 1971                      | Henri Lasserre  |           |           |
| 1971                                     | 1985                      | François Rousse |           |           |
| 1985                                     | 1995                      | Marcel Barthe   |           |           |
| mars 1995                                | avril 2011                | Henri Duboé     | DVG       | démission |
| avril 2011                               | En cours (au 31 mai 2020) | Yves Pujo       | DVG       |           |

### Rattachements administratifs et électoraux

#### Historique administratif
Pays et sénéchaussée de Bigorre, quarteron de Bagnères, canton de Bagnères-de-Bigorre (depuis 1790).

#### Intercommunalité
Trébons appartient à la communauté de communes Haute-Bigorre créée en décembre 1994 et qui réunit 24 communes.

### Services publics
La commune de Trébons dispose d'une agence postale.

## Population et société

### Démographie

#### Évolution démographique

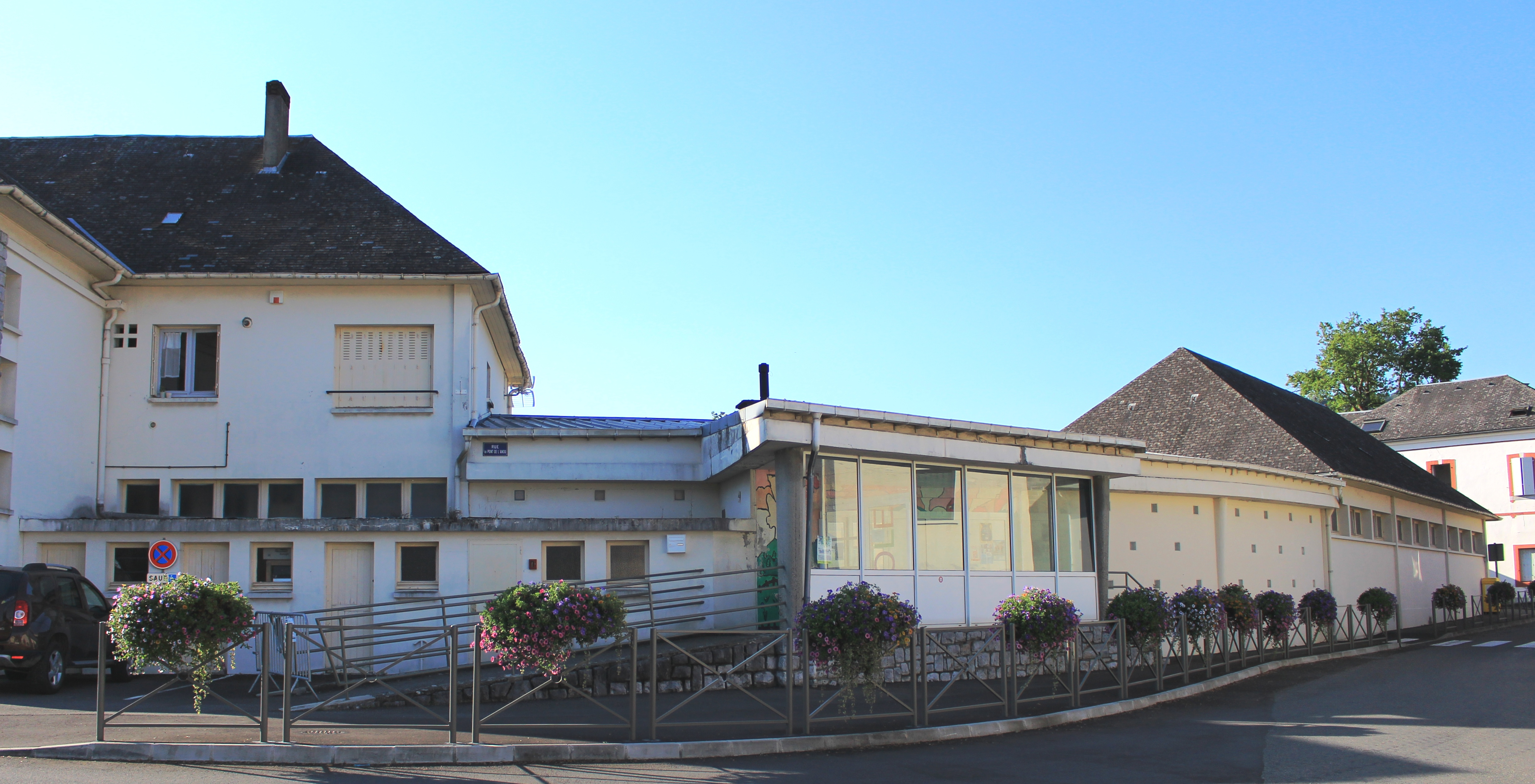
L’école élémentaire en 2020.

L'évolution du nombre d'habitants est connue à travers les recensements de la population effectués dans la commune depuis 1793. Pour les communes de moins de 10 000 habitants, une enquête de recensement portant sur toute la population est réalisée tous les cinq ans, les populations de référence des années intermédiaires étant quant à elles estimées par interpolation ou extrapolation. Pour la commune, le premier recensement exhaustif entrant dans le cadre du nouveau dispositif a été réalisé en 2005.

En 2022, la commune comptait 757 habitants, en évolution de +0,4 % par rapport à 2016 (Hautes-Pyrénées : +1,59 %, France hors Mayotte : +2,11 %).
| 1793 | 1800 | 1806 | 1821  | 1831  | 1836  | 1841  | 1846  | 1851  |
| ---- | ---- | ---- | ----- | ----- | ----- | ----- | ----- | ----- |
| 875  | 850  | 999  | 1 072 | 1 192 | 1 237 | 1 232 | 1 274 | 1 295 |

| 1856  | 1861  | 1866  | 1872  | 1876  | 1881  | 1886  | 1891 | 1896 |
| ----- | ----- | ----- | ----- | ----- | ----- | ----- | ---- | ---- |
| 1 245 | 1 208 | 1 176 | 1 196 | 1 152 | 1 090 | 1 056 | 950  | 923  |

| 1901 | 1906 | 1911 | 1921 | 1926 | 1931 | 1936 | 1946 | 1954 |
| ---- | ---- | ---- | ---- | ---- | ---- | ---- | ---- | ---- |
| 909  | 866  | 857  | 768  | 739  | 726  | 720  | 726  | 707  |

| 1962 | 1968 | 1975 | 1982 | 1990 | 1999 | 2005 | 2006 | 2010 |
| ---- | ---- | ---- | ---- | ---- | ---- | ---- | ---- | ---- |
| 711  | 709  | 651  | 721  | 735  | 684  | 653  | 648  | 698  |

| 2015 | 2020 | 2022 | - | - | - | - | - | - |
| ---- | ---- | ---- | - | - | - | - | - | - |
| 740  | 749  | 757  | - | - | - | - | - | - |

### Enseignement
La commune dépend de l'académie de Toulouse. Elle dispose d’une école en 2016.
- École élémentaire : Jean Pomes

## Économie

### Revenus
En 2018, la commune compte 325 ménages fiscaux, regroupant 742 personnes. La médiane du revenu disponible par unité de consommation est de 21 820 € (20 420 € dans le département).

### Emploi
|                | 2008  | 2013  | 2018  |
| -------------- | ----- | ----- | ----- |
| Commune        | 5,3 % | 6,5 % | 2,5 % |
| Département    | 7,7 % | 9,4 % | 9,8 % |
| France entière | 8,3 % | 10 %  | 10 %  |

En 2018, la population âgée de 15 à 64 ans s'élève à 407 personnes, parmi lesquelles on compte 74,7 % d'actifs (72,2 % ayant un emploi et 2,5 % de chômeurs) et 25,3 % d'inactifs,. Depuis 2008, le taux de chômage communal (au sens du recensement) des 15-64 ans est inférieur à celui de la France et du département.
La commune fait partie de la couronne de l'aire d'attraction de Tarbes, du fait qu'au moins 15 % des actifs travaillent dans le pôle,. Elle compte 78 emplois en 2018, contre 66 en 2013 et 58 en 2008. Le nombre d'actifs ayant un emploi résidant dans la commune est de 305, soit un indicateur de concentration d'emploi de 25,7 % et un taux d'activité parmi les 15 ans ou plus de 49,8 %.
Sur ces 305 actifs de 15 ans ou plus ayant un emploi, 45 travaillent dans la commune, soit 15 % des habitants. Pour se rendre au travail, 90,4 % des habitants utilisent un véhicule personnel ou de fonction à quatre roues, 0,7 % les transports en commun, 4,6 % s'y rendent en deux-roues, à vélo ou à pied et 4,3 % n'ont pas besoin de transport (travail au domicile).

## Culture locale et patrimoine

### Lieux et monuments
- Église Saint-Pierre de Trébons.

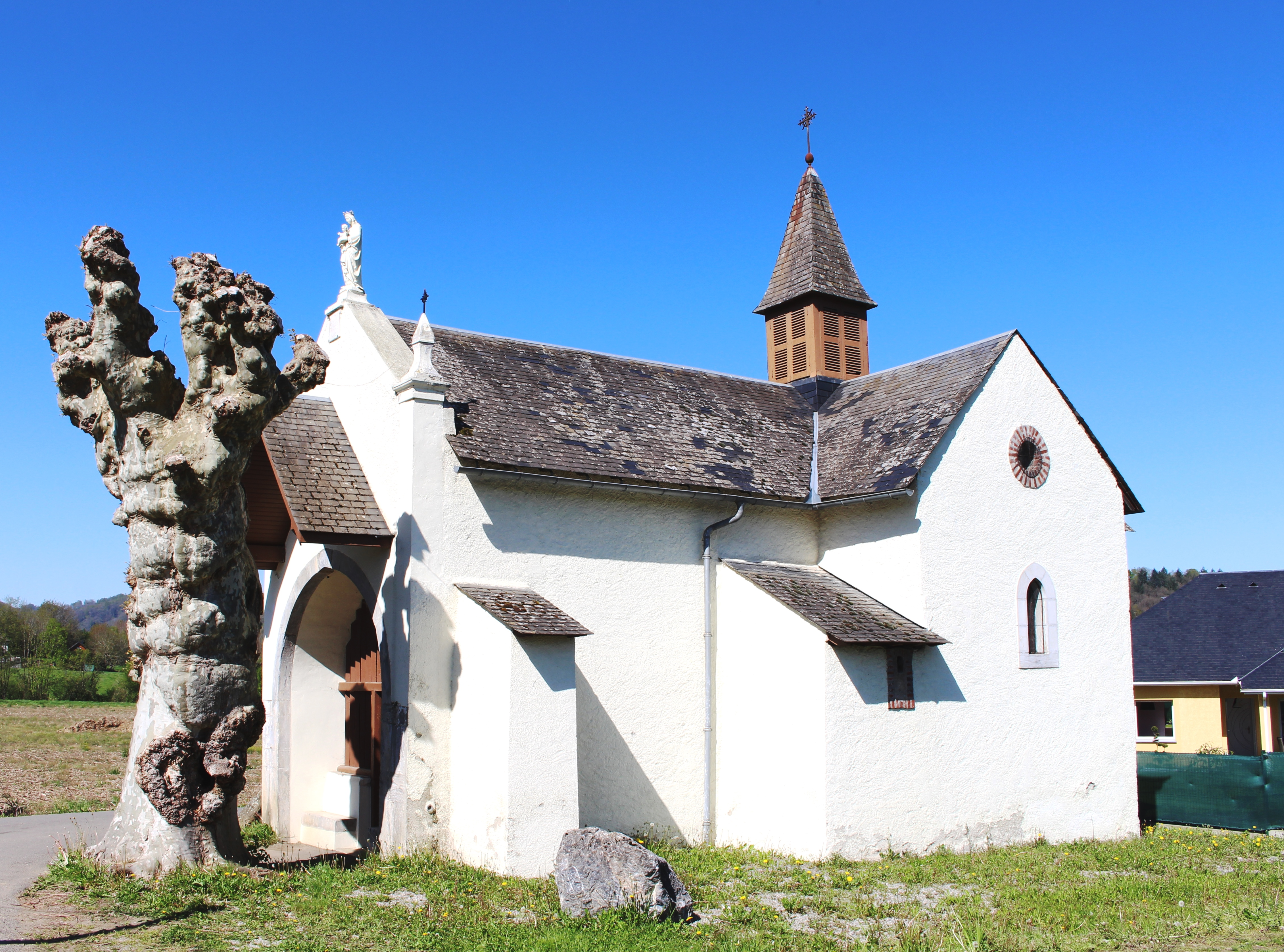
La chapelle Notre-Dame-de-la-Hourcadère.

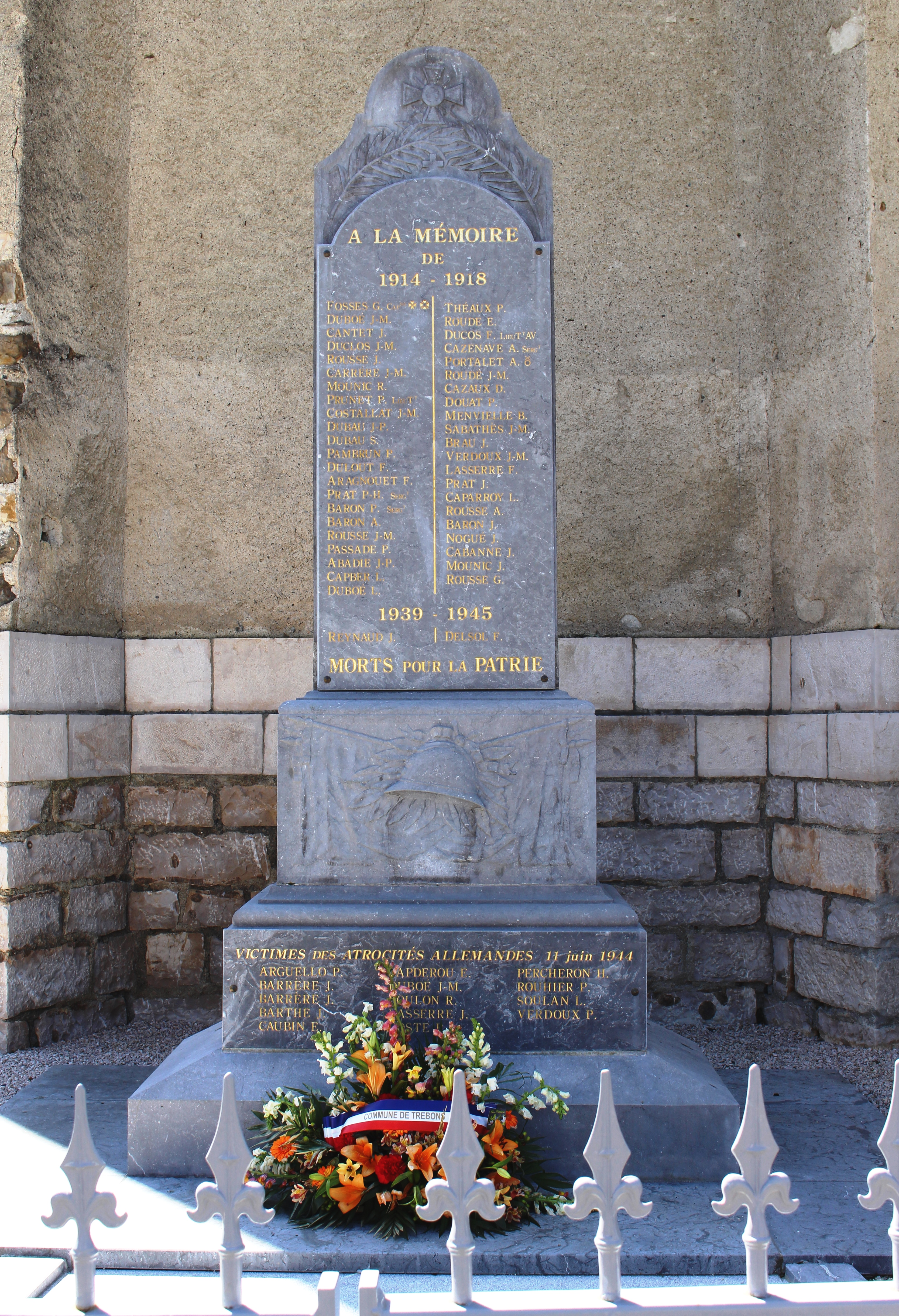
Le monument aux morts municipal.

- Au sud du village est visible la chapelle Notre-Dame de Hourcadère. Elle abrite le tombeau de Joseph-Alexandre de Ségur, grand-oncle de la Comtesse de Ségur.
- Lavoirs.

Sélection de vues des lavoirs municipaux en 2017.
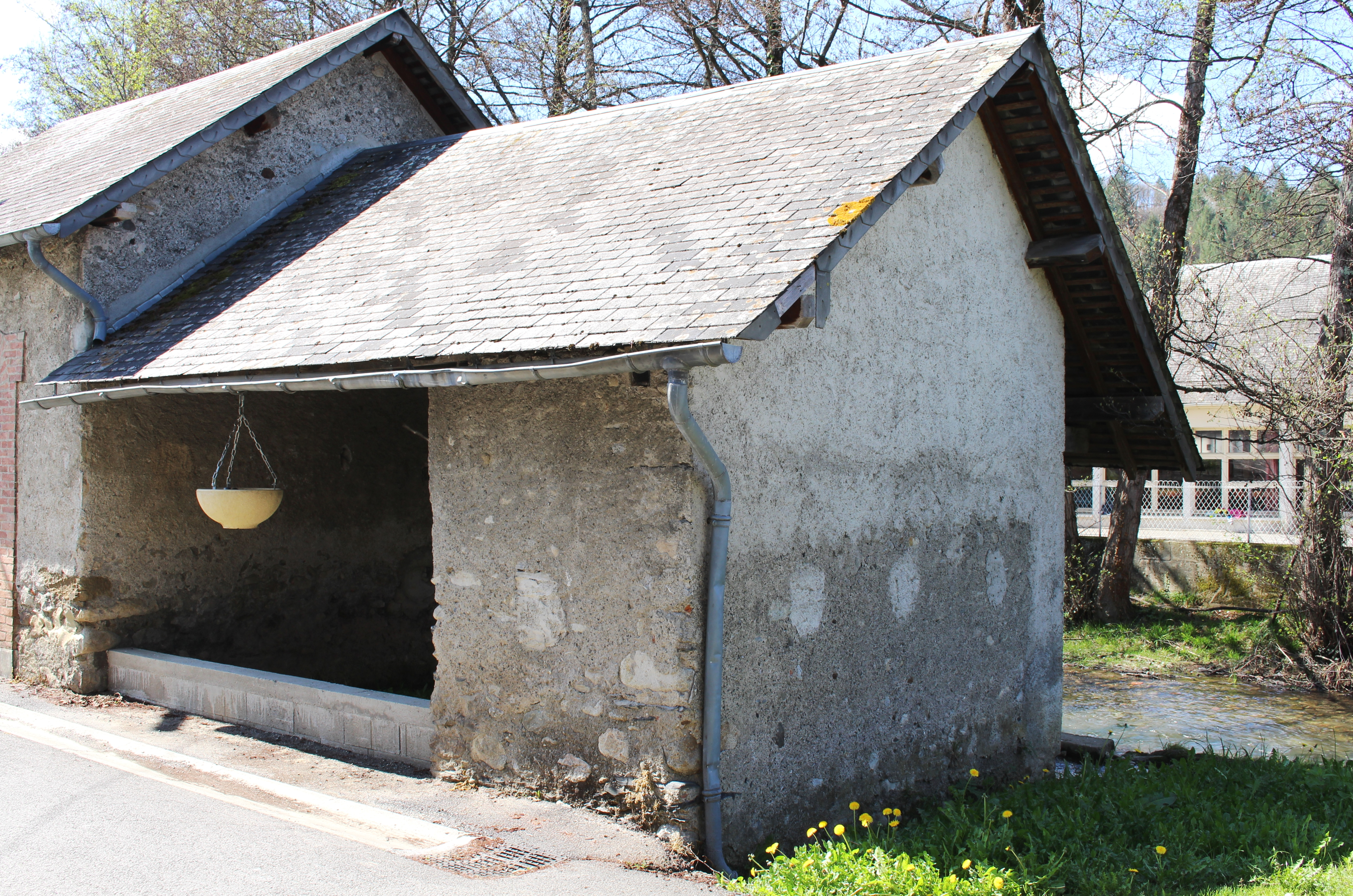
Lavoir de la rue du Moulin.
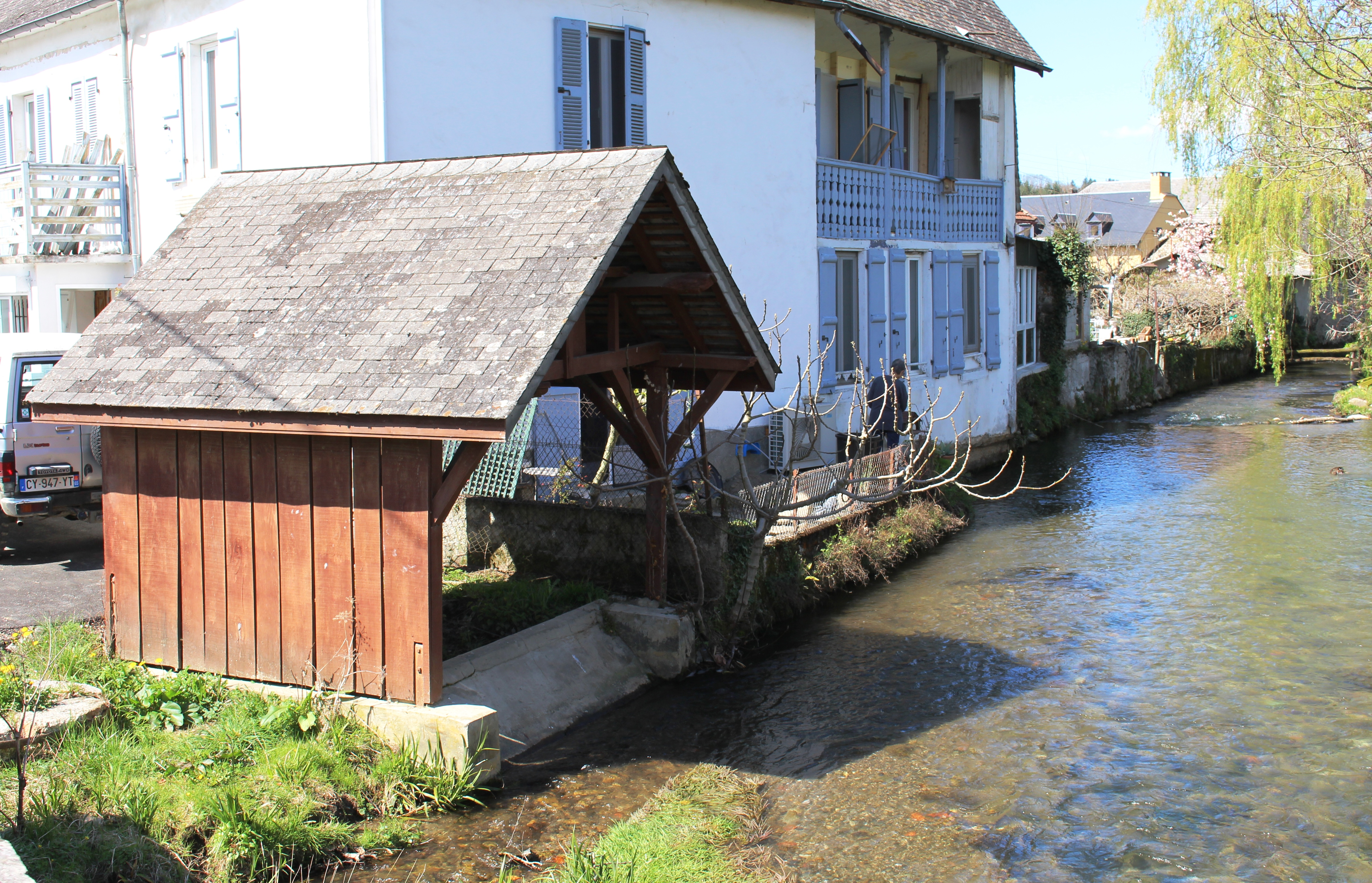
Lavoir de la rue de la Fontaine.

Sélection de vues de l'église Saint-Pierre en 2017.
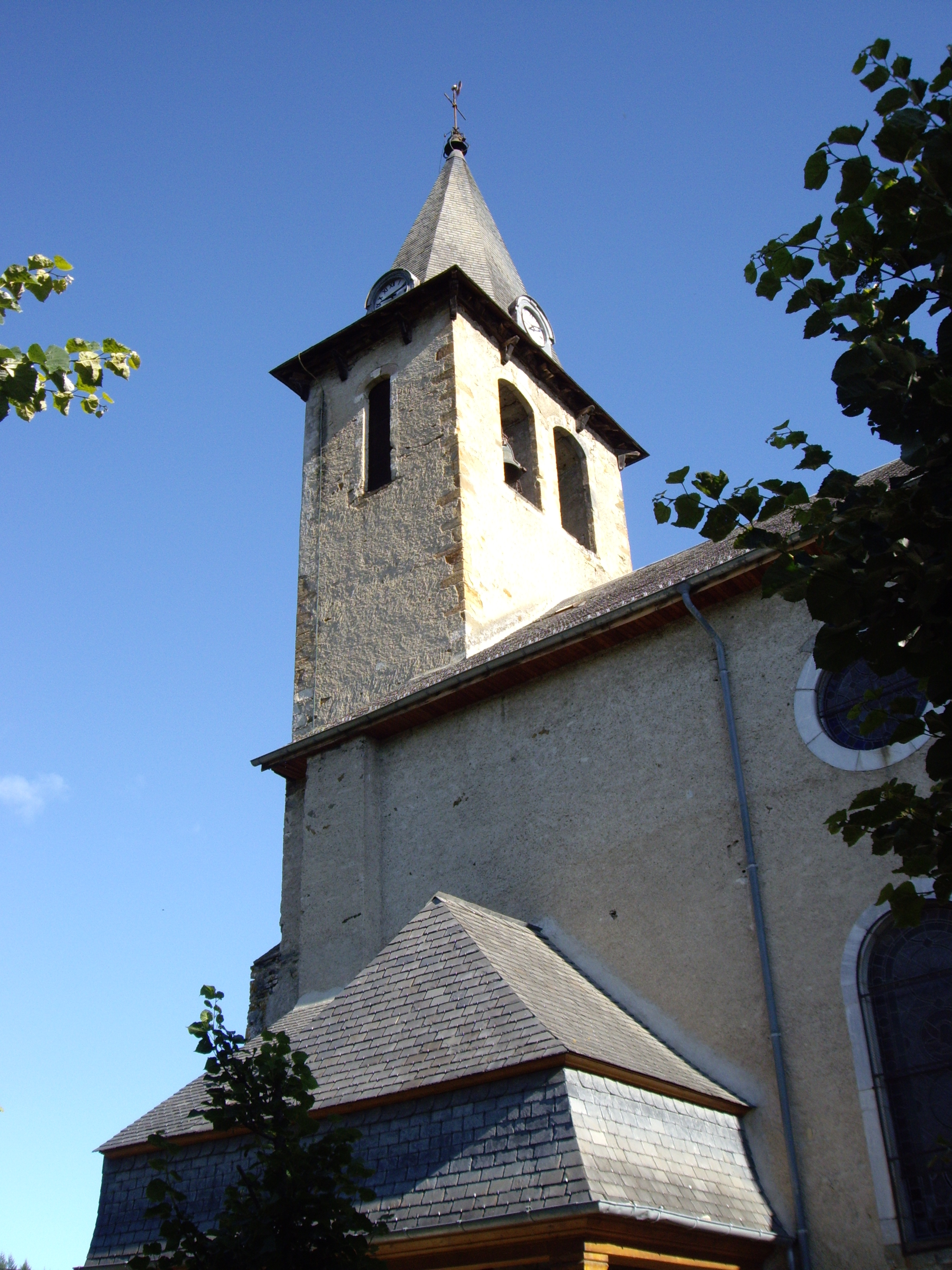
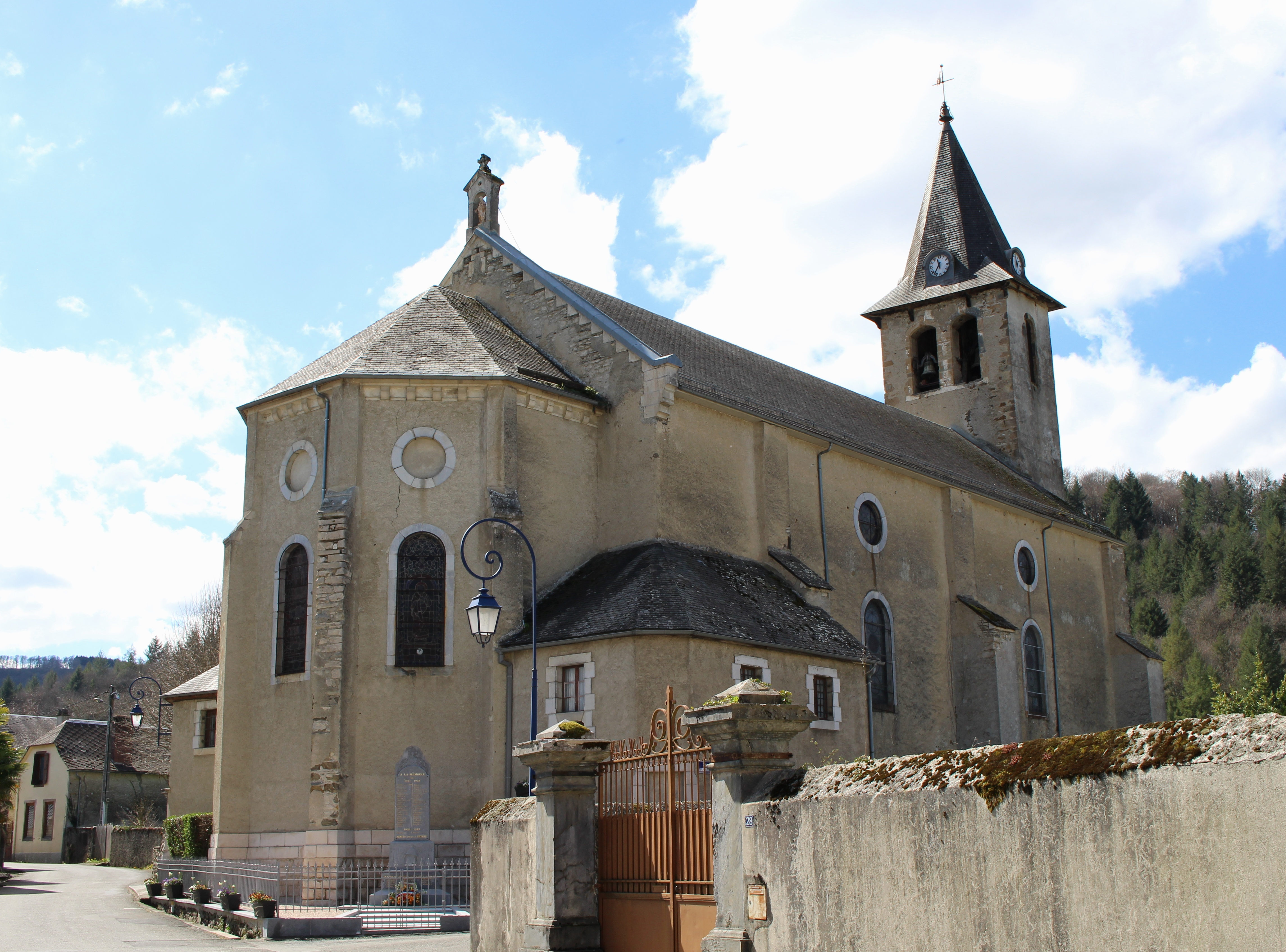

### Gastronomie
L'oignon doux de Trébons, à l'aspect allongé, est apprécié pour sa chair tendre et sucrée.
Il constitue une des spécialités des Hautes-Pyrénées et entre dans la réalisation de nombreuses recettes.
Il a comme autres particularités d'être peu lacrymogène, de pouvoir être replanté tardivement (fin de l'automne) et d'être peu exigeant en arrosage. Il peut donc être apprécié frais de mai à la fin de l'hiver.
La Coopérative de l'oignon doux de Trébons, créée en 2001, regroupe les producteurs et le Comité de promotion de l'oignon doux de Trébons qui siège à la mairie de Trébons.

### Personnalités liées à la commune
- Jacques Baseilhac (1874-1903), peintre et dessinateur né dans cette commune.
- Albert Peyriguère (1883-1959), prêtre catholique et ethnologue, ermite au Maroc, né à Trébons le 28 septembre 1883.
- Joseph Brau (1891-1975), médecin radiologue et colonel honoraire résistant, grand officier de la Légion d'honneur, né le 26 avril 1891 à Trébons.

### Héraldique
| Blason | Blasonnement : D'azur aux trois croissants d'argent. Commentaires : Ce blason est officiel (vérifié auprès de la mairie). |